# فیض و صدور
فیض و صدور
Emanation ایده ای در هستی‌شناسی یا کیهان‌شناسی برخی از سیستم‌های مذهبی یا فلسفی است.
Emanation، از لاتین emanare به معنای «جریان از» یا «بیرون ریختن یا خارج شدن از»، روشی است که توسط آن همه چیز از واقعیت اول یا اصل گرفته می‌شود.
همه چیز از طریق واقعیت اول یا خدا کامل و با سطوح و درجات کمتری از واقعیت اول یا خدا برگرفته شده‌است و در هر مرحله نور ساطع موجودات خلوص کمتر و در کمال کمتری هستند.
Emanation یک اصل متعالی است که همه چیز از آن مشتق می‌شود، و با ماتریالیسم (که هیچ ذات ذهنی یا هستی شناختی در پشت پدیده‌های قائل نیست مخالف است.

## افلوطین
از دیدگاه افلوطین خدای واحد بسیط در روند فیض و صدور Emanation بدون این که جنبش و حرکتی نماید، اقنوم دوم یا عقل کلی را ایجاد نموده‌است.
به عبارت دیگر، عقل کلی بالضروره از ذات فیاض الهی صادر شده‌است.

## بلاواتسکی
هلنا بلاواتسکی در کتاب خود The Key to Theosophy (1889) نوشت: "ما به یک ریشه و اصل الهی جهانی که ریشه همه، از آن پیشرفت می‌کند، اعتقاد داریم و در طی آن همه در پایان چرخه بزرگ هستی خواهند بود.